# Chiesa dell'Immacolata a Vico

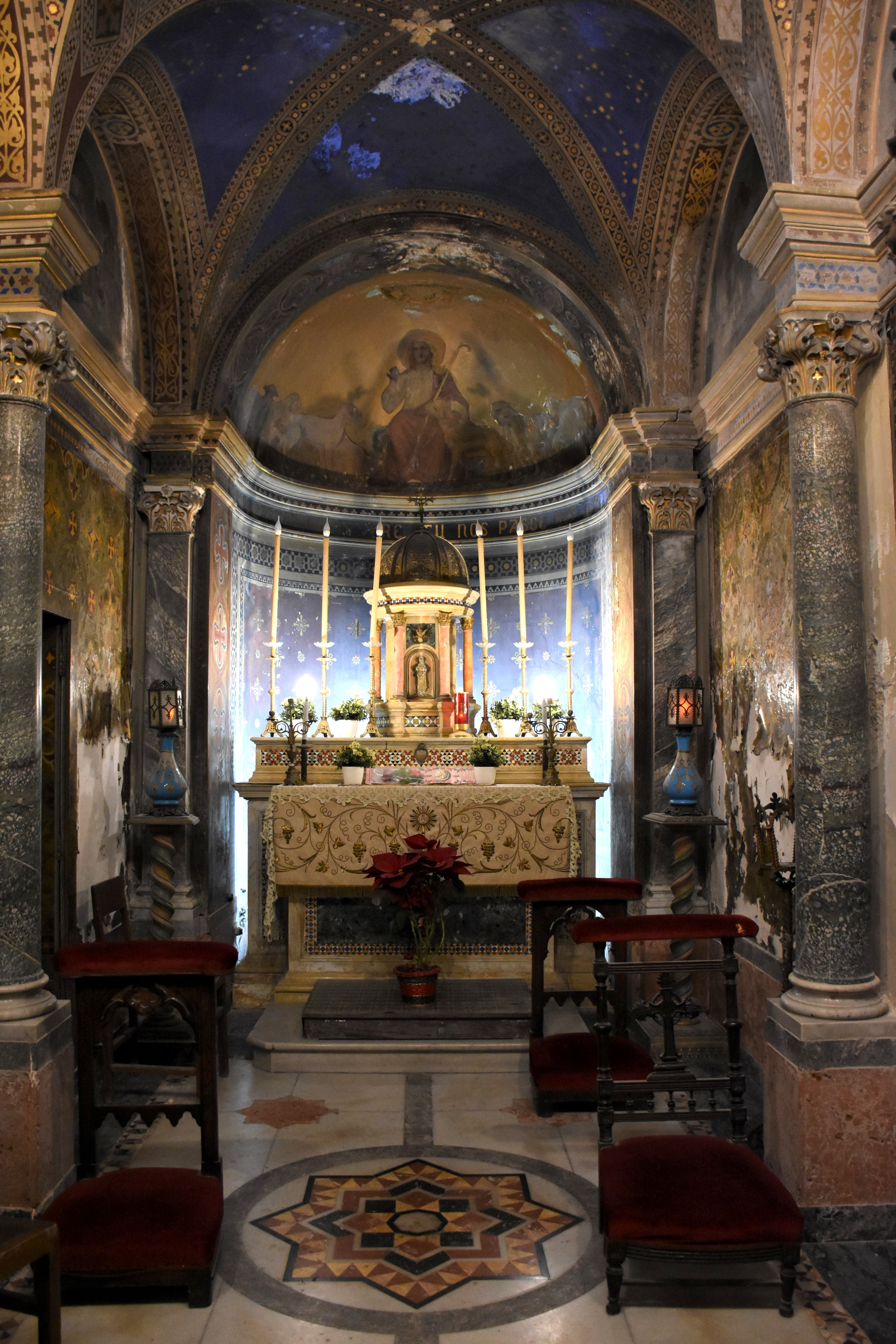
Cappella interna del santuario

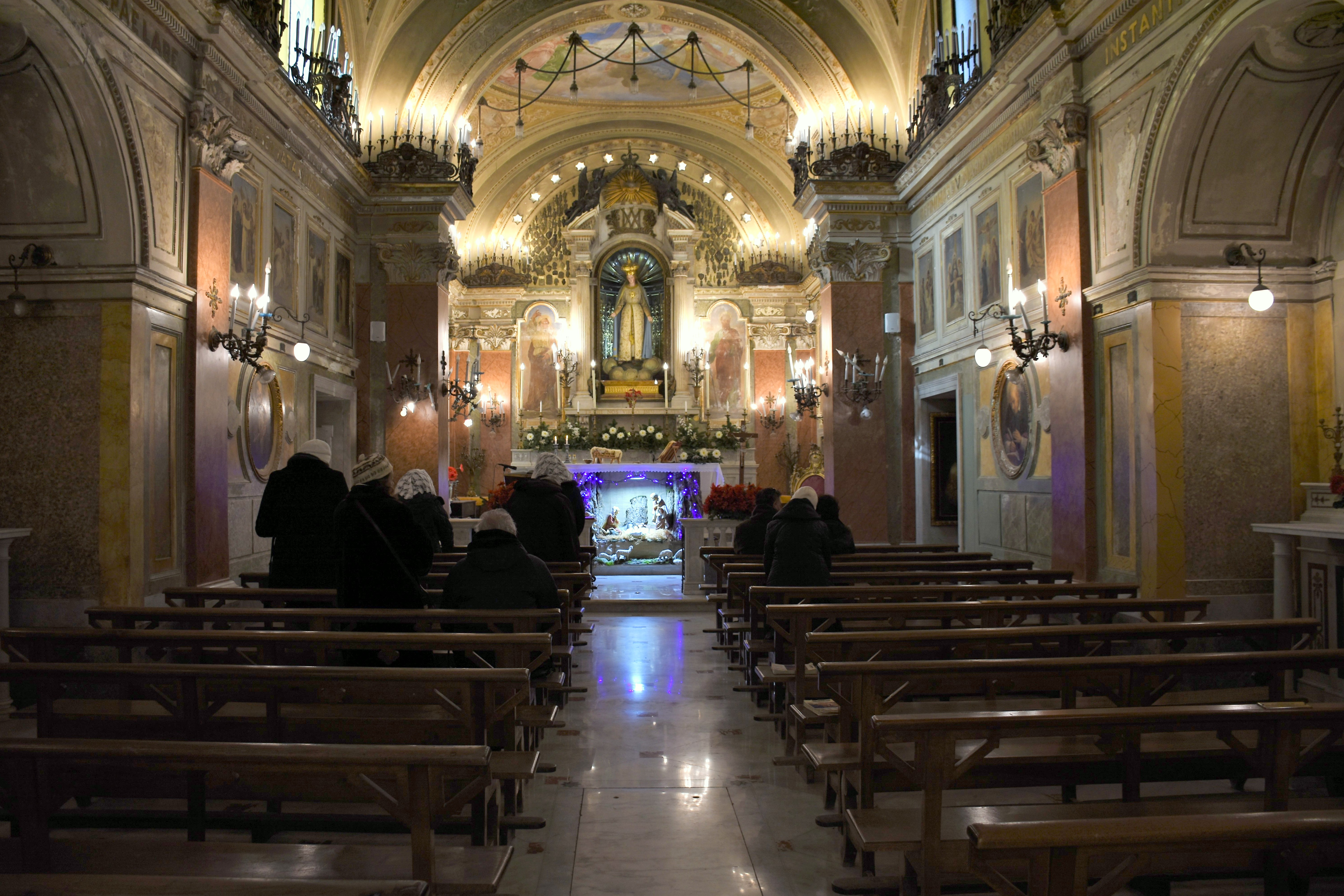
L'interno

Il Santuario dell'Immacolata a Chiaia è una delle chiese di Napoli; è sita nel centro storico della città, in via Fratelli Magnoni n. 20, una delle traverse della Riviera di Chiaia. Nelle sue immediate vicinanze è anche la chiesa di Santa Maria in Portico.

## Descrizione e storia
La struttura è di modeste dimensioni, l'interno coperto da una volte a botte. Vi sono poche informazioni storiche riguardo a questo fabbricato, spesso dimenticato anche da molte autorevoli guide sulla città di Napoli. Si sa che sorse alla fine dell'800.
La sua facciata, sostanzialmente semplice nelle mondanature, si insinua nel ristretto spazio del vicolo. Essa si svolge sue due ordini ed è composta da due coppie di paraste di ordine dorico, finestrone centrale e portale di gusto neoclassico. Alla sommità è il timpano triangolare.
In quanto ad opere presenti, il suo interno conserva statue ed altri ornamenti d'epoca. Da quanto è pervenuto, sono presenti anche alcune tele ed affreschi del pittore Vincenzo Severino.